# 34081 Chowkitmun
34081 Chowkitmun este o planetă minoră (asteroid), cu un diametru de 2,509 km, din centura de asteroizi. A fost descoperită pe 1 august 2000 la Experimental Test Site⁠(d) de Lincoln Near-Earth Asteroid Research. 
Obiectul prezintă o orbită caracterizată de o semiaxă mare de 2,3342683 UAi, o excentricitate de 0,11, o înclinație de 7,10735 ° în raport cu ecliptica.